# Рибак Олексій Миколайович
Олексі́й Микола́йович Риба́к (10 липня 1956) — український дипломат. Надзвичайний та Повноважний Посол України.

## Біографія
Народився 10 липня 1956 року в Києві. Закінчив Київський державний університет ім. Т.Шевченка (1978), факультет міжнародних відносин і міжнародного права, за фахом — спеціаліст економіст-міжнародник, референт-перекладач англійської та арабської мов. Володіє іноземними мовами: російською, англійською, французькою, арабською.
З 1978 по 1979 — перекладач анґлійської та арабської мови в Київському БММТ «Супутник».
З 1979 по 1983 — перекладач анґлійської мови геологічної партії (ЗТО «Зарубіжгеологія»), провінція Сідамо, Ефіопія.
З 1983 по 1985 — старший інспектор, начальник відділу Київської регіональної митниці.
З 1985 по 1992 — 3-й, 2-й, 1-й секр. відділів міжнародних економічних організацій, європейського та реґіонального співробітництва, МЗС України. У 1992 — працівник служби 1-го віце-прем'єра України.
З 1992 по 1995 — 1-й секретар, радник Посольства України в Фінляндії.
З 1995 по 1997 — Тимчасовий Повірений у справах України в Королівстві Данія.
З 08.1997 по 11.1997 — заступник начальника Управління контролю над озброєнням і роззброєнням
З 11.1997 по 10.1999 — начальник Управління контролю над озброєнням і роззброєнням, начальник Управління контролю над озброєнням та військово-технічного співробітництва, член колеґії МЗС України; виконавчий секретар Національного комітету України з питань роззброєння.
З 10.1999 по 31.03.2006 — Надзвичайний та Повноважний Посол України у Великій Соціалістичній Народній Лівійській Арабській Джамахірії.
З 06.2000 по 01.2004 — Надзвичайний та Повноважний Посол України в Ефіопії за сумісництвом.
З 03.2002 по 01.2004 — Надзвичайний та Повноважний Посол України в Туніс за сумісництвом.
З 04.2002 по 31.03.2006 — Надзвичайний та Повноважний Посол України в Чад за сумісництвом.
З 07.2002 по 31.03.2006 — Надзвичайний та Повноважний Посол України в ЦАР за сумісництвом.
З 12.2004 по 31.03.2006 — Надзвичайний та Повноважний Посол України в Малі за сумісництвом